# Fuerza Multinacional en el Líbano

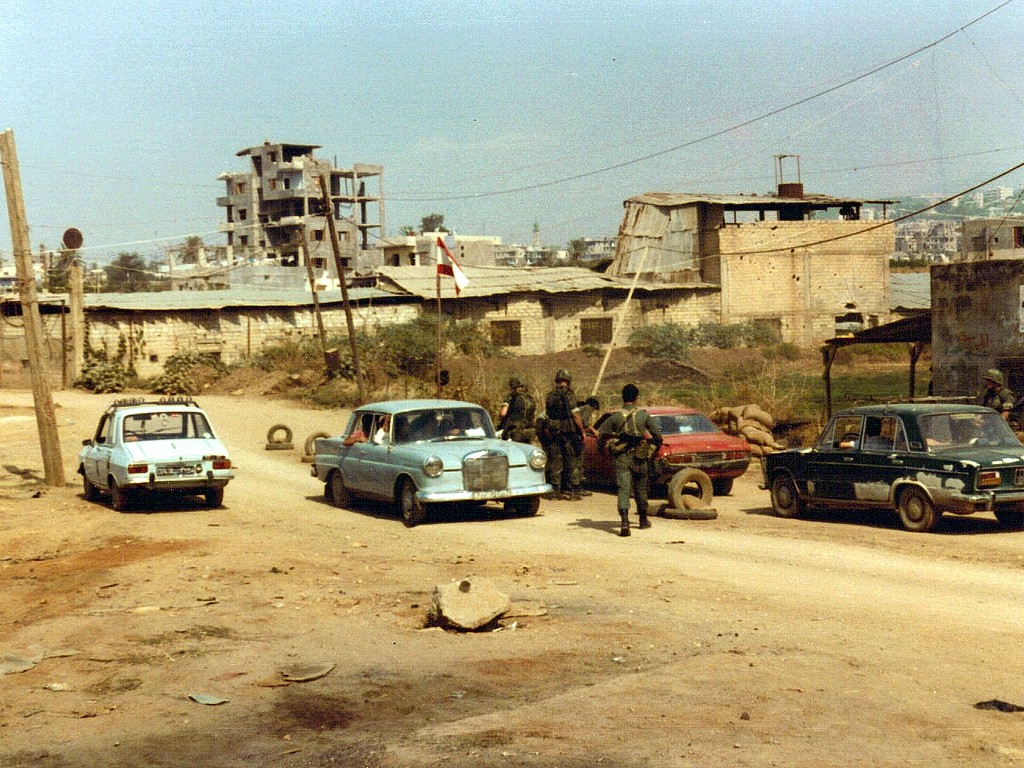
Puesto de control 4, atendido por marines estadounidenses y soldados libaneses en las afueras de Beirut en 1982.

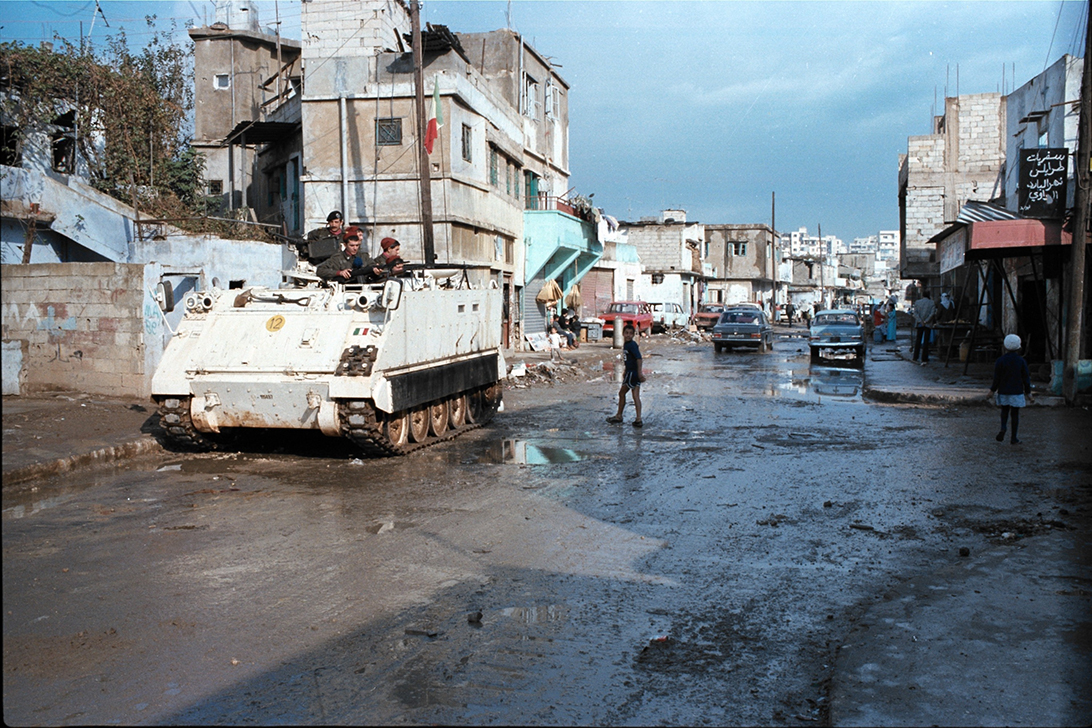
Tropas italianas del 2° Batallón Bersaglieri "Governolo" de patrulla con la Fuerza Multinacional en el Líbano en 1982.

La Fuerza Multinacional en el Líbano (MNF, por sus siglas en inglés) fue una fuerza internacional de mantenimiento de la paz en Líbano durante guerra civil libanesa (1975-1990)  creada en agosto de 1982 tras un alto el fuego negociado por los EE. UU. y facciones pro-sirias. El alto el fuego se mantuvo hasta el 3 de junio de 1982 cuando la Organización Abu Nidal intentó asesinar a Shlomo Argov, embajador de Israel en Londres. Israel culpó a la OLP y tres días después invadió el Líbano. El oeste de Beirut estuvo sitiado durante siete semanas antes de que la OLP accediera a un nuevo acuerdo para su retirada. El acuerdo preveía el despliegue de una Fuerza Multinacional para asistir a las Fuerzas Armadas Libanesas en la evacuación de la OLP, las fuerzas sirias y otros combatientes extranjeros involucrados en la guerra civil del Líbano.
La Fuerza Multinacional de cuatro naciones se creó como una fuerza de interposición destinada a supervisar la retirada pacífica de la OLP. Los participantes incluyeron la Fuerza Multinacional de EE. UU. (USMNF), que constaba de cuatro Unidades Anfibias Marinas (MAU) diferentes; Regimiento de reconocimiento acorazado británico 1.er Queens Dragoon Guards; la 1.ª Brigada extranjera y francesa entre armas, 4 Regimientos de la Legión Extranjera, 28 regimientos de las Fuerzas Armadas francesas, incluidos paracaidistas franceses y extranjeros, unidades de la Gendarmería Nacional, paracaidistas italianos de la Brigada Folgore, unidades de infantería de los regimientos Bersaglieri y Marines del Regimiento San Marco. Además, la MNF estuvo a cargo del entrenamiento de varias unidades de las Fuerzas Armadas Libanesas.
El entorno relativamente benigno al comienzo de la misión dio paso al caos cuando la guerra civil se recrudeció tras el asesinato del presidente electo Bashir Gemayel en septiembre de 1982. Los acontecimientos políticos y militares posteriores sobre el terreno hicieron que la MNF no fuera vista como un pacificador, sino como un beligerante. A principios de 1984, después de que se hizo evidente que el gobierno del Líbano ya no podía imponer su voluntad a las facciones en guerra cuando entraban en Beirut y se reanudaban las hostilidades,  la Fuerza Multinacional puso fin a su misión de presencia en Beirut y se fue a la costa antes abandonó por completo el Líbano en julio del mismo año después del atentado con bomba en los cuarteles de octubre de 1983 que mató a 241 militares estadounidenses y 58 franceses. Fue reemplazada por la Fuerza Provisional de las Naciones Unidas en el Líbano (FPNUL) ya presente en el Líbano desde 1978 bajo el liderazgo del teniente general ghanés Emmanuel Erskine.